# Przemko Ier d'Opava

Przemko Ier d'Opava' (ou Přemek Ier d'Opava) (tchèque : Přemysl I. Opavský; allemand : Přemysl I. von Troppau; né vers 1365 - mort le 28 septembre 1433)  est un membre de la lignée cadette des Přemyslides de Silésie. Il fut duc d'Opava à partir de 1367 et duc de Głubczyce de 1394 à sa mort.

## Biographie
Przemko ou Přemek, son nom est en fait un diminutif du nom royal dynastique de Přemysl, est le fils du duc Nicolas II d'Opava et de sa troisième épouse, Jutta (morte vers 1365), une fille de Boleslaw II d'Opole. Nicolas II meurt peu après la naissance de Przemko/Přemek et ce dernier est placé sous la tutelle de l'ainé de ses demi-frères Jean Ier d'Opava/Troppau, qui se trouve être  le seul héritier du duché de Racibórz, patrimoine de sa lignée maternelle.
À la suite de conflits relatifs au partage de leur héritage les quatre frères décident en 1367 de diviser le duché d'Opava. En 1377, un nouveau partage intervient dans lequel Jean Ier conserve son duché de  Racibórz et reçoit également le duché de Krnov (allemand:Jägerndorf)  et le  duché de Bruntál (allemand:Freudenthal). Le duché de Głubczyce (allemand: Leobschütz) est accordé à  Nicolas III, pendant que Przemko/Přemek et Venceslas se partagent le reste du duché d'Opava (allemand: Troppau).
Venceslas Ier d'Opava meurt des 1381, et Przemko reste seul souverain d'Opava. Avant de mourir en 1394 Nicolas III manquant de liquidités a engagé Głubczyce, Zlaté Hory, Hlučín et Krzanowice à son oncle maternel Conrad II le Gris duc d'Oels. Přemek réussit à recouvrer Głubczyce  mais il rencontre  lui aussi de grosses difficultés financières et il doit engager la seigneurie de Hradec nad Moravicí à Wok Lacek de Krawarn. Toutefois il réussit à récupérer ce domaine en 1394. La même année il fonde la Chapelle de la Sainte-Croix de  Kateřinky.
Pendant la période de troubles en Moravie, Přemek maintient des relations étroites avec Jobst de Moravie, dont la mère est sa demi-sœur. Przemko qui soutient politiquement le roi des romains et de Bohême Venceslas IV, se joint à la Ligue de Silésie, lors de la rencontre de Wrocław en 1402. Après la mort du roi Venceslas IV de Bohême, Przemko/Přemek est un partisan de son frère  Sigismond de Luxembourg et lui apporte son aide militaire lors des croisades contre les Hussites.
Les Hussites répondent en ravageant le duché d'Opava en février 1428. Le fils ainé de Přemek, Venceslas II réussit à prévenir la destruction de Głubczyce en négocant un traité avec les Hussites. En mars 1428, Przemko joint ses forces à celles du duc Robert II de Lubin et de l'évêque  Wrocław pour  combattre les  Hussites à Nysa, mais ils sont vaincus. Malgré la  défaite de leur armée par les Hussites, Půta III de Častolovice prend de vitesse les Hussites et s'empare de Nysa pour lui-même. Le 27 décembre 1428, Venceslas, le fils de Przemko, participe à la bataille d'Altwilmsdorf (tchèque:Staré Jesenice), où les Hussites triomphent de nouveau. En mars 1430, Przemko réussit à prévenir une nouvelle invasion destructrice du duché d'Opava en concluant lui aussi un accord avec les Hussites. Ces derniers ravagent néanmoins Racibórz et Koźle et en 1431, une grande partie de la cité d'Opava est incendiée.
Peu avant de mourir, Przemko/Přemek précise dans ses dernières volontés qu'après sa mort son fils ainé Venceslas II d'Opava devra être le régent de ses trois jeunes frères issus de ses second et troisième mariages. Il stipule également qu'ils devront pas partager le duché entre eux, toutefois dès 1445, ses fils procède à une division de ses possessions.

## Unions et postérité
Vers 1395, Přemek épouse Anna de Luczka (morte en 1405). ils ont trois enfants:
- Venceslas II
- Nicolas IV
- Agnès (meurt vers 1440), épouse Jean VI de Kravař (mort 1432/1434) puis Georges Ier de Sternberg (mort en 1438)

Přemek épouse en secondes noces vers 1405 Catherine de Ziębice (morte le 23 mai 1422), une sœur de Jean de Ziębice, dernier duc de Ziębice/Münsterberg de la lignée des Piast de Silésie avec qui il a trois autres enfants:
- Guillaume
- Ernest
- Jutta/Guta (née en 11415 - morte en 1445), épouse vers 1435 le comte  Georges II de Sankt-Georgen und Pösing (mort en 1450)

En 1425, Přemek se marie une troisième fois avec  Hélène (Jelena) de Bosnie (morte en 1435) fille de Stefan Tvrtko Ier de Bosnie. Elle lui donne:
- Przemko II l'Aîné
- Catherine (née vers 1425 - morte en 1475), épouse de Jean Jičinský von Cimburg und Neutitschein.
- Hedwige (née vers 1430 morte vers 1500), abbesse de  Sainte-Hedwige de Trzebnica

## Source de la traduction
- (en) Cet article est partiellement ou en totalité issu de l’article de Wikipédia en anglais intitulé « Přemek I, Duke of Opava » (voir la liste des auteurs).